# Yanggao
Yanggao (阳高县,  Yánggāo Xiàn) ist ein chinesischer Kreis der bezirksfreien Stadt Datong in der Provinz Shanxi. Er hat eine Fläche von 1.610 km² und zählt 191.981 Einwohner (Stand: Zensus 2020).
Die paläolithischen Xujiayao-Stätte und Houjiayao-Stätte (Xujiayao-Houjiayao yizhi 许家窑—侯家窑遗址), der Friedhof der Festung von Gucheng (Gucheng bao muqun 古城堡墓群) aus der Zeit der Han-Dynastie und der Yunlin-Tempel (Yunlin si 云林寺) stehen auf der Liste der Denkmäler der Volksrepublik China.

## Administrative Gliederung
Auf Gemeindeebene setzt sich der Kreis aus sieben Großgemeinden und sechs Gemeinden zusammen.